# Chrysophryxe tibialis
Chrysophryxe tibialis là một loài ruồi trong họ Tachinidae.